# Maison dans la Loire
La Maison dans la Loire est une œuvre de l'artiste français Jean-Luc Courcoult.  Créée en 2007 dans le cadre de la biennale d'art contemporain Estuaire, elle est installée dans la Loire, sur le territoire de la commune de Couëron.

## Description

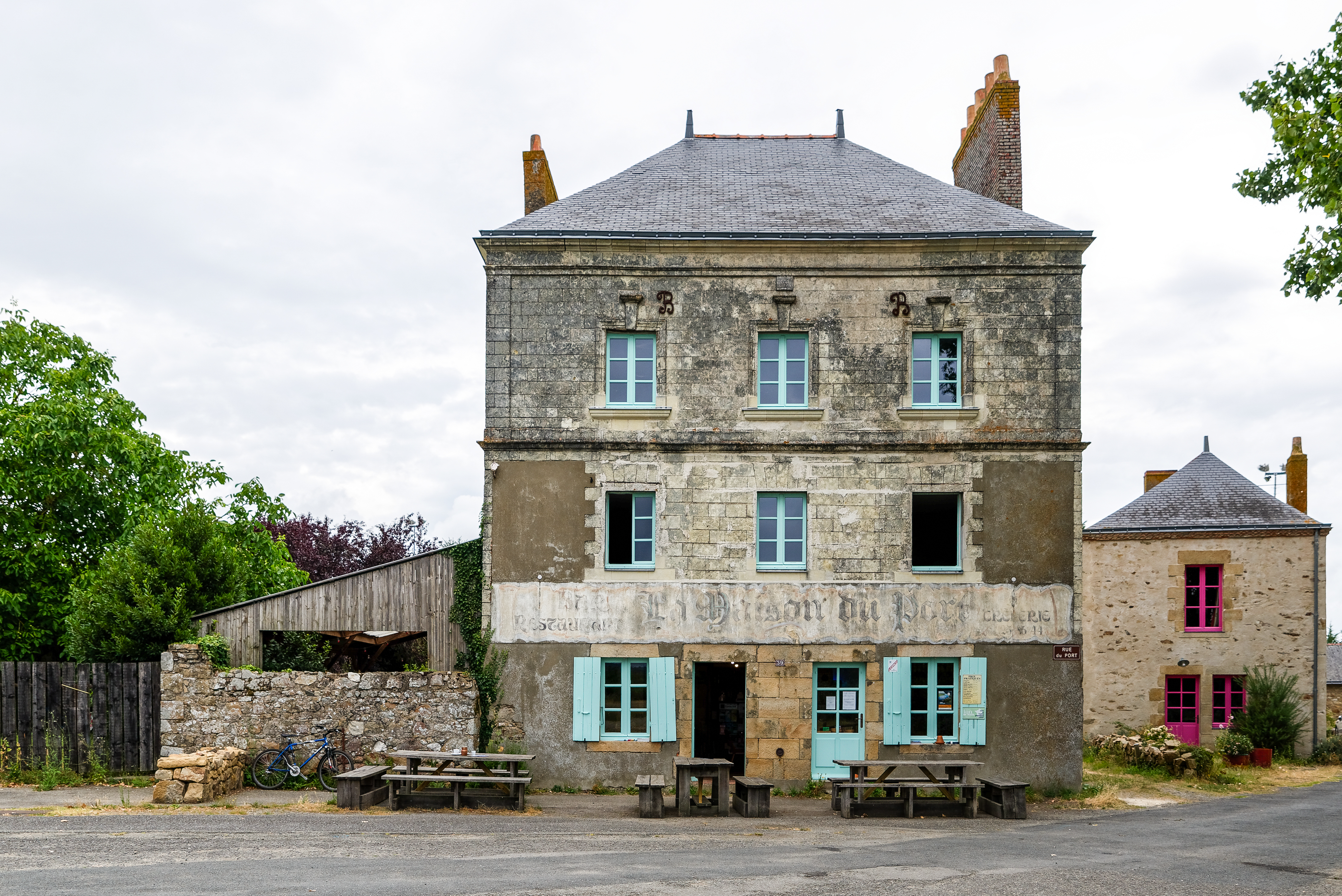
Auberge de Lavau-sur-Loire ayant servi de modèle.

L’œuvre est une reproduction à l'identique en béton moulé de la maison du Port, une ancienne auberge située sur le port de Lavau-sur-Loire désormais envasé. Elle est l'œuvre de Jean-Luc Courcoult. Pour l'artiste, elle incarne « Une maison dont les fondations capturées par la vase penchent légèrement, volets fermés, comme une épave inhabitée bien que la cheminée fume encore. [...] Image réaliste et poétique, concrète, secrète, silencieuse, cette maison endormie sur la Loire pourrait être un tableau, une peinture en trois dimensions déposée dans le temps. Immobile. »
À l'origine, l’œuvre est installée dans le cadre de l'édition 2007 de la biennale d'art contemporain Estuaire, côté rive droite de la Loire, face au site du Carnet. Début juillet 2007, lors d'une opération de déballastage, la maison est déstabilisée, pivote sur elle-même puis chavire. 
En mai 2012, elle est remontée à une vingtaine de kilomètres en amont sur la rive gauche de la Loire, sur le territoire de Couëron. Pour éviter un nouveau naufrage, elle est réinstallée sur pilotis et ancrée dans la roche par des pieux.
La structure est pérenne : elle fait partie de l'ensemble des œuvres qui n'ont pas été démontées à la fin de l'édition de la biennale.